# 长宁非物质文化遗产传承体验中心
长宁非物质文化遗产传承体验中心位于中華人民共和國上海市长宁区北渔路95号（长宁民俗文化中心南楼一楼），于2013年5月15日正式开门，面积为300多平方米，中心内有非遗项目展览、传承人作品展示。